# Haworthia cooperi var. gordoniana
Haworthia cooperi var. doldii, és una varietat de Haworthia cooperi del gènere Haworthia de la subfamília de les asfodelòidies.

## Descripció
Haworthia cooperi var. doldii és una petita planta amb poques fulles a la natura, creix normalment ben retirat al sòl. És una espècie que prolifera lentament. Les fulles són nombroses i de color verd blavós, amb puntes de la fulla no truncades. La roseta és força globosa.

## Distribució i hàbitat
Aquesta varietat creix a l'oest de la província sud-africana del Cap Oriental.

## Taxonomia
Haworthia cooperi var. gordoniana va ser descrita per (Poelln.) M.B.Bayer i publicat a Haworthia Revisited: 52, a l'any 1999.
Etimologia
Haworthia: nom en honor del botànic britànic Adrian Hardy Haworth (1767-1833).
cooperi: epítet que honora al botànic i explorador de plantes anglès Thomas Cooper (1815-1913) que va recol·lectar plantes a Sud-àfrica del 1859 al 1862.
var. gordoniana: epítet en honor de Gordon King.
Sinonímia
- Haworthia gordoniana Poelln., Repert. Spec. Nov. Regni Veg. 42: 269 (1937).
- Haworthia pilifera var. gordoniana (Poelln.) Poelln., Repert. Spec. Nov. Regni Veg. 44: 237 (1938).
- Haworthia obtusa var. gordoniana (Poelln.) Uitewaal, Succulenta (Netherlands) 29: 50 (1948).[2]